# لارو ستین
لارو ستین (انگلیسی: Laro Setién؛ زادهٔ ۸ آوریل ۱۹۹۵) بازیکن فوتبال اهل اسپانیا است.
از باشگاه‌هایی که در آن بازی کرده‌است می‌توان به باشگاه فوتبال لوگو اشاره کرد.